# Ruellia kuriensis
Ruellia kuriensis är en akantusväxtart som beskrevs av Friedrich Vierhapper. Ruellia kuriensis ingår i släktet Ruellia och familjen akantusväxter. Inga underarter finns listade i Catalogue of Life.